# James Colquhoun
James Colquhoun (* 7. Juni 1780 auf Gut Kelvingrove in Lanarkshire; † 23. Juli 1855 in London) war ein Jurist schottischer Abstammung und diplomatischer Geschäftsträger der Hansestädte in London.

## Biografie
Der promovierte Jurist Colquhoun übernahm das Amt des diplomatischen Agenten im Range eines Ministerresidenten und Generalkonsuls der drei Hansestädte Bremen, Hamburg und Lübeck von seinem 1820 verstorbenen Vater Patrick Colquhoun.
Die drei ehemals freien Reichsstädte waren nach dem Reichsdeputationshauptschluss in diplomatischer Hinsicht völkerrechtlich souverän geworden und ließen ihre Interessen schon aus Kostengründen meist gemeinsam vertreten. Die Interessen berührten zumeist Handels- und Schifffahrtsfragen und die konsularische Vertretung in Haupt- und Hafenstädten. Bis zum Übergang auf den Norddeutschen Bund stieg die Zahl der hanseatischen Konsulate auf etwa 300. Davon befanden sich etwa 150 in Europa. Nachdem sich das Kräfteverhältnis nach dem Wiener Kongress deutlich zugunsten Englands verschoben hatte, war London zumindest für Bremen und Hamburg wirtschaftlich wie politisch ein Platz von herausragender Bedeutung.
Im Fernhandel begannen sich die Kräfteverhältnisse insbesondere im Hinblick auf die sich in Süd- und Mittelamerika bildenden Staaten zu verschieben. Der Umgang mit den auf Anerkennung bedachten ehemaligen Kolonien hatte deren diplomatische Nichtanerkennung durch die etablierten Staaten Europas zu berücksichtigen, wollte man nicht zwischen mehrere Stühle geraten. Ab 1822 begannen die entsprechenden Verhandlungen in London. Der insoweit jeweils bevollmächtigte James Colquhoun vertrat die drei Städte in London bei der Verhandlung und auch dem Abschluss entsprechender völkerrechtlicher Freundschafts-, Handels- und Schifffahrtsverträge, andere Verträge wurden durch seinen Kollegen Vincent Rumpff in Paris verhandelt. Bedeutsam war insoweit 1825 der erste Vertragsschluss mit dem Vereinigten Königreich selbst, der quasi die Voraussetzung für weitere Vertragsschlüsse dieser Art war. Er wurde 1867 vom Norddeutschen Bund übernommen und blieb bis zum Ausbruch des Ersten Weltkrieges zwischen England und dem Deutschen Reich in Kraft. Ähnlich lange hielt auch der von Rumpff in Washington, D.C. verhandelte und abgeschlossene Freundschafts-, Handels- und Schifffahrtsvertrag mit den Vereinigten Staaten von Amerika aus dem Jahr 1827, der bis zum Kriegseintritt der USA 1917 bestand. Die lange Bestandsdauer dieser Abkommen in einer sich rasch verändernden Zeit indiziert auch die auf Reziprozität und Meistbegünstigung beruhende formelle und materiell, inhaltliche Qualität, also auch die juristische Handwerkskunst der beiden Unterhändler Colquhoun und Rumpff; ansonsten wären die Verträge auf Betreiben des Deutschen Kaiserreiches sicherlich alsbald nach dessen Entstehung nachverhandelt worden.
Die ersten Vertragsschlüsse zwischen den Hansestädten und Süd- und Mittelamerika erfolgten in den Jahren 1827 (Brasilien), 1832 (Mexiko) und 1837 mit Venezuela; weitere folgten.
Bemerkenswert war der von James Colquhoun verhandelte und 1839 in London abgeschlossene Vertrag mit der damals Hohe Pforte genannten Regierung des Osmanischen Reiches. Nach der Eroberung Algiers 1830 durch Frankreich und dem Abschluss eines Freundschaftsvertrages zwischen der Hohen Pforte und Großbritannien (1838) war der Grundstein für eine Befriedung von Handel und Schifffahrt im Mittelmeer gelegt und der Vertrag der Hansestädte schuf für diese die dringend benötigte Rechtssicherheit im Mittelmeer. Er war Voraussetzung für die Aufhebung der noch bestehenden Sklavenkassen in den Hansestädten, deren Kapitalstock beispielsweise in Lübeck zur Ablösung des von Dänemark erhobenen Sundzolls nach der Konferenz von Kopenhagen (1857) eingesetzt wurde. Erster hanseatischer Konsul in Konstantinopel wurde 1841 Colquhouns Sohn Patrick.
Nachfolger Colquhouns als hanseatischer Ministerresident in London wurde nach dessen Tod der Hamburger Alfred Rücker.

### Ehrungen
Die drei Hansestädte verliehen ihrem letzten Londoner Stalhofmeister Colquhoun in Anerkennung seiner Bemühungen und Verdienste um ihre gemeinsame Außenpolitik im gleichen Zeitraum ihre Ehrenbürgerschaften (Bremer Ehrenbürger von 1826, Hamburger Ehrenbürger von 1834, Lübecker Ehrenbürger von 1835), da er sich als Preußischer Gesandter bei verschiedenen Verhandlungen für Bremens Neutralität und den Erhalt der Selbständigkeit einsetzte. Eine ähnliche Gleichzeitigkeit wurde nur noch bei den Ehrenbürgern Bismarck und Moltke erreicht.